# Klaus Wengst
Klaus Wengst (* 14. Mai 1942 in Remsfeld) ist ein deutscher evangelischer Theologe und emeritierter Professor für das Neue Testament.

## Leben
Nach seinem Abitur an der König-Heinrich-Schule in Fritzlar studierte Wengst von 1961 bis 1967 evangelische Theologie an der Kirchlichen Hochschule Bethel, an der Eberhard Karls Universität Tübingen, an der Ruprecht-Karls-Universität Heidelberg und an der Rheinischen Friedrich-Wilhelms-Universität Bonn, wo er 1967 promoviert wurde und sich 1970 habilitierte.
Ab 1979 war Wengst zunächst Außerplanmäßiger Professor und ab 1980 Professor in Bonn und von 1981 bis zu seinem Ruhestand 2007 Professor für evangelische Theologie (Neues Testament) an der Ruhr-Universität Bochum. 1991 hatte er einen Studienaufenthalt an der Hebräischen Universität in Jerusalem.
Wengst bekleidete etliche Ehrenämter. So ist er Mitglied der AG Juden und Christen beim Deutschen Evangelischen Kirchentag und war von 1992 bis 2006 deren Vorsitzender. Von 1993 bis 2003 war er Vorsitzender des Evangelischen Studienkreises Kirche und Israel in Rheinland und Westfalen. Er war Vorsitzender des Vereins KuKuC e. V. (Kunst und Kultur in den Claudius-Höfen) und war Gründer, Vorsitzender und dann Kassierer des Vereins zur Förderung der Wissenschaft vom Judentum an der Ruhr-Universität Bochum.
Neben sozialgeschichtlichen Fragestellungen beschäftigte er sich zunehmend mit der Frage nach dem Verhältnis des Neuen Testaments zum Judentum. Die exegetische Zeitschrift Texte & Kontexte widmete ihm 2012 eine zweiteilige Festschrift zum 70. Geburtstag, um seine Verdienste zum jüdischen Kontext und Charakter des Neuen Testaments zu würdigen.

## Werke (Auswahl)

### Monographien
- Tradition und Theologie des Barnabasbriefes (= Arbeiten zur Kirchengeschichte. Bd. 42). De Gruyter, Berlin 1971, ISBN 3-11-003975-3.
- Christologische Formeln und Lieder des Urchristentums (= Studien zum Neuen Testament. Bd. 7). Gütersloher Verlagshaus, Gütersloh 1972; 2. Aufl. 1973.
- Häresie und Orthodoxie im Spiegel des ersten Johannesbriefes. Gütersloher Verlagshaus, Gütersloh 1976.
- Bedrängte Gemeinde und verherrlichter Christus. Der historische Ort des Johannesevangeliums als Schlüssel zu seiner Interpretation (= Biblisch-theologische Studien. Bd. 5). Neukirchener Verlag, Neukirchen-Vluyn 1981, ISBN 3-7887-0643-0.; 3. u. 4. Aufl.  Christian Kaiser Verlag, München 1990, 1992.
- Pax Romana, Anspruch und Wirklichkeit. Erfahrungen und Wahrnehmungen des Friedens bei Jesus und im Urchristentum. Christian Kaiser Verlag, München 1986, ISBN 3-459-01638-8.
- Demut – Solidarität der Gedemütigten. Wandlungen eines Begriffes und seines sozialen Bezugs in griechisch-römischer, alttestamentlich-jüdischer und urchristlicher Tradition. Christian Kaiser Verlag, München 1987, ISBN 3-459-01715-5.
- Schriften des Urchristentums II. Didache (Apostellehre), Barnabasbrief, Zweiter Klemensbrief, Schrift an Diognet, eingeleitet, herausgegeben, übertragen und erläutert, Wiss. Buchgesellschaft Darmstadt 1984.
- Jesus zwischen Juden und Christen. Kohlhammer, Stuttgart 1999, 2. Aufl. 2004, ISBN 3-17-015766-3.
- Kommentare zu den Johannesbriefen (Gütersloh 1978, 2. Aufl. 1990) zum Johannesevangelium (zwei Bände, 2000/2001, 2. Auflage 2004/2007, 3. Aufl. als Neubearbeitung in einem Band 2019) und zum Philemonbrief (2005)
- »Freut euch, ihr Völker, mit Gottes Volk!« Israel und die Völker als Thema des Paulus – ein Gang durch den Römerbrief. Kohlhammer, Stuttgart 2008, ISBN 978-3-17-019704-6.
- »Wie lange noch?« Schreien nach Recht und Gerechtigkeit – eine Deutung der Apokalypse des Johannes. Kohlhammer, Stuttgart 2010, ISBN 978-3-17-021103-2.
- Das Regierungsprogramm des Himmelreichs, eine Auslegung der Bergpredigt in ihrem jüdischen Kontext. Kohlhammer, Stuttgart 2010, ISBN 978-3-17-021724-9.
- Der wirkliche Jesus? Eine Streitschrift über die historisch wenig ergiebige und theologisch sinnlose Suche nach dem „historischen“ Jesus. Kohlhammer, Stuttgart 2013, ISBN 978-3-17-023009-5.
- Christsein mit Tora und Evangelium: Beiträge zum Umbau christlicher Theologie im Angesicht Israels. Kohlhammer, Stuttgart 2014, ISBN 978-3-17-025144-1.
- Mirjams Sohn – Gottes Gesalbter. Mit den vier Evangelisten Jesus entdecken, Gütersloher Verlagshaus, Gütersloh 2016.
- Wie das Christentum entstand. Eine Geschichte mit Brüchen im 1. und 2. Jahrhundert, Gütersloher Verlagshaus, Gütersloh 2021.

### Zeitschriftenbeitrag
- Geschichte(n) und Wahrheit. Anmerkungen zum biblischen Wirklichkeitsverständnis, Evangelische Theologie 68, 2008, 178–192.